# Stilo (zespół muzyczny)
Stilo (pisownia stylizowana: STILO; nazwa pochodzi z języka esperanto, w którym oznacza „styl”) – polski zespół muzyczny wykonujący instrumentalną muzykę alternatywną, łączącą elementy muzyki etnicznej, folku, rocka i jazzu. Zespół został założony jesienią 1997 roku w Warszawie z inicjatywy gitarzysty i kompozytora Wojciecha Stasiaka.

## Historia

### Początki
Zespół zadebiutował w maju 1999 roku podczas koncertu w Klubie Oczko przy Ośrodku Kultury Ochoty w Warszawie. W październiku 1999 roku skład grupy, obok Wojciecha Stasiaka i skrzypaczki Sylwii Świątkowskiej, został rozszerzony o Tomasza Żura (gitara basowa) oraz Macieja Mirońskiego (perkusja) – byłych członków zespołu rockowego Vanahara. Wiosną 2000 roku do zespołu dołączył Alpago Polat, obywatel Turcji, grający na neyu, saksofonie, darabuce, bendirze i łyżkach.

### Pierwsza płyta
W 2001 roku Paweł Jedliński zastąpił Macieja Mirońskiego na perkusji, a do zespołu dołączył również Serhan Kizilpinar, grający na darabuce i bendirze. W marcu tego samego roku grupa wystąpiła w Klubie Oczko w składzie: Wojciech Stasiak, Sylwia Świątkowska, Alpago Polat, Tomasz Żur, Paweł Jedliński i Serhan Kizilpinar. W tym okresie ukazał się debiutancki album zespołu pt. Opowieści kamieni, wydany w marcu 2001 roku.
Zespół uczestniczył również w warszawskim cyklu koncertowym muzyki folkowej „Muzyka w Muzeum”.
W kwietniu 2002 roku Stilo zdobył pierwszą nagrodę na festiwalu muzyki folkowej Nowa Tradycja, organizowanym przez Polskie Radio. Sylwia Świątkowska została wyróżniona jako najlepsza instrumentalistka festiwalu.

### AlbumIdą czasy
Radiowe Centrum Kultury Ludowej zaprosiło zespół do warszawskiego studia nagraniowego S4, gdzie pod kierownictwem Leszka Kamińskiego nagrano album Idą czasy. Podczas sesji nagraniowej Alpago Polata zastąpił saksofonista Marek Dutka. Gościnnie w nagraniach udział wzięli także puzonista Fryderyk Mizerski oraz akordeonista Leszek Stasiak.
Album został wydany w marcu 2003 roku, a jego promocja odbyła się w warszawskim Teatrze Małym. W ramach trasy koncertowej „Franz Josef Tour” zespół wystąpił m.in. w Budapeszcie i Ostrawie.
Album Idą czasy zajął drugie miejsce w plebiscycie „Folkowy Fonogram Roku”.

### Odejście Sylwii Świątkowskiej
Sylwia Świątkowska, zaangażowana we współpracę z Kapelą ze Wsi Warszawa, nie mogła regularnie uczestniczyć w działalności zespołu Stilo. W związku z tym grupa zdecydowała się tymczasowo zawiesić aktywność i rozpocząć poszukiwania nowego skrzypka. Na miejsce Świątkowskiej do zespołu dołączył Damian Orłowski, absolwent Warszawskiej Akademii Muzycznej. Zadebiutował on z zespołem podczas koncertu w warszawskim klubie Jadłodajnia Filozoficzna, tuż przed występem na festiwalu Nowa Tradycja.

### Zmiana brzmienia, albumSzukaj!
W składzie: Damian Orłowski, Marek Dutka, Wojciech Stasiak, Tomasz Żur oraz Janusz Kossakowski, zespół wydał w maju 2005 roku album Szukaj!. Premiera płyty została uświetniona koncertem w Teatrze Małym z udziałem gości specjalnych: ukraińskiej śpiewaczki i aktorki Mariany Sadowskiej oraz Sylwii Świątkowskiej.
W tym samym okresie powstał film dokumentalny poświęcony zespołowi, zatytułowany Stilo (reż. Krzysztof Kubiak), przygotowany dla telewizji TVP Polonia. Grupa wystąpiła również w programie TV4 Sztukateria oraz udzieliła wywiadu Markowi Jaromskiemu w audycji Anioł przychodzi nocą emitowanej przez TV Puls.

## Dyskografia
- Opowieści kamieni (Havry Records, 2001)
- Idą czasy (Żur Płyty, 2003)
- Szukaj! (Konador, 2005)
- Lisboa Avenue (Konador, 2007)
- utwór na składance Antologia Polskiego Folku (Polskie Radio, 2007)

## Oficjalne strony Stilo
- https://web.archive.org/web/20100430175607/http://stilo.terramail.pl/